# Göteborg Sim
Föreningen Göteborg Sim (Göteborg Sim) är en ideell simklubb som bedriver bland annat tävlingssimning, vattenpolo, öppet vattensimning, masterssimning (veteransimning), simundervisning (simskola) och vuxencrawlskola.          
Föreningen bildades 3 juni 1991 genom en sammanslagning av Göteborgs Kappsimningsklubb Najaden (GKKN) och Askim-Frölunda Simklubb (ASK). Den har cirka 2000 aktiva medlemmar (2020) och bedriver simträning i fyra simhallar, Valhallabadet, Askims simhall, Frölundabadet, Lundbybadet och på sommaren i Delsjön, Göteborg. 

## Historia
Göteborg Sims anor sträcker sig ned i 3 föreningsben via namnbyten/sammanslagningar: 
- Simklubben Najaden (SK Najaden) bildad 1917, var en damavdelning i Simklubben Göteborg (SKG) 1908-1917.
- Masthuggets Sim och Idrottssällskap (MSIS) bildad 1934, som via ett namnbyte 1944 blev Göteborgs Kappsimningsklubb (GKK).
- Askims Simklubb (ASK) bildad 1972, som via ett namnbyte 1980 blev Askim-Frölunda Simklubb (ASK).

- 1971 gick GKK och SK Najaden ihop och Göteborgs Kappsimningsklubb Najaden (GKKN) bildades.
- 1991 gick GKKN och ASK ihop och Föreningen Göteborg Sim bildades.

Föreningen i samarbete med Internationella Simförbundet (FINA), Svenska Simförbundet (SSF) samt Västsvenska Simförbundet (VSSF) har arrangerat följande internationella/nationella tävlingar:
- 3rd FINA World Swimming Championships i simning (25m bassäng); 1997
- 13th FINA World Masters Championships i Konstsim, Simhopp, Simning 50m (ansvarig Lundby- och Valhallabadet), Vattenpolo och Öppet vatten simning (ansvarig); 2010
- Nordiska Mästerskapen i simning (öppet vatten); 2015
- Nordiska Juniormästerskapen i simning (öppet vatten); 2015
- Nordiska Mästerskapen Masters i simning (öppet vatten); 2015
- Svenska Mästerskapen i simning (25m bassäng); 2009, 2013
- Svenska Mästerskapen i simning (öppet vatten); 2011, 2018, 2019, 2020 (inställd p.g.a. Covid-19 restriktioner)
- Svenska Mästerskapen i masters simning (50m bassäng); 2011
- Svenska Mästerskapen i masters simning (öppet vatten); 2011, 2018, 2019
- Svenska Juniormästerskapen i simning (25m), 1992, 1995, 2013
- Svenska Juniormästerskapen i simning (öppet vatten), 2018, 2019, 2020 (inställd p.g.a. Covid-19 restriktioner)
- Svenska Ungdoms Mästerskapen i simning (Sum-Sim) i simning (25m); 2000, 2004, 2007, 2012, 2015, 2020 (inställt p.g.a. Covid-19 restriktioner)
- Svenska Ungdoms Mästerskapen i simning (Sum-Sim) i simning (50m); 1996
- Svenska Ungdoms Mästerskapen i simning (öppet vatten); 2018, 2019; 2020 (inställt p.g.a. Covid-19 restriktioner)

## Verksamhet
Föreningens verksamhet består av tävlingssimning, simundervisning, öppet vatten-simning, masters-simning och vattenpolo. Tävlingar och träningar sker mestadels i följande anläggningar:
- Valhallabadet (ersatte Hagabadet samt Lisebergsbadet) - Inomhus: Byggd 1956, bassäng 33x16 m, djup 2,1 - 4,8 m, hydraulisk höj och sänkbar brygga vid 25 m, hopptorn 5, 7,5 och 10 m, sviktar 1 och 3 m. - Åskådarplatser: 1235 sittplatser och 420 ståplatser. - 1959 tillkom det romerska badet. - 1967 tillkom utomhus bassängen á 50x16 m. - 1986 byggdes utomhusbassängen om till en inomhusbassäng á 50x25 m (10 banor) samt en fast vägg upprestes i 33 m bassängen vid 25 m (8 banor).
- Askims Simhall - Inomhus: Byggd 1972, bassäng 25x12.5 m (6 banor).
- Frölundabadet - Inomhus: Byggd 1980, bassäng 25x16.6 m (8 banor).
- Lundbybadet - Inomhus: Byggd 1973, bassäng 25 x 12,5 m (6 banor) och Utomhus: Byggd 1973, bassäng 50 x 16,67 m (8 banor).
- Delsjön - Utomhus - Simundervisning samt träning för Öppet vatten-simning/vattenpolo samt tävlingen Göteborgsimmet (öppet vatten) som ingår i Göteborgs Klassikern.

## Framgångsrika medlemmar
- Josefin Lillhage[1] - Deltagare vid OS 1996
- Claire Hedenskog[2] - Deltagare vid OS 2008
- Joline Höstman[3] - Deltagare vid OS 2008

## Mästerskapsplaceringar

### SM
- 2008 - 12:a
- 2007 - 7:a
- 2006 - 10:a
- 2005 - 8:a

### JSM
- 2008 - 5:a
- 2007 - 9:a
- 2006 - 3:a
- 2005 - 9:a

### SUM-SIM
- 2008 - 11:a
- 2007 - 10:a
- 2006 - 6:a
- 2005 - 5:a